# Educação na Coreia do Sul
O sistema de educação na Coreia do Sul é composto por escolas públicas e particulares. Ambos os tipos recebem financiamento do governo, embora a quantia que as escolas particulares recebam seja menor que a quantia das escolas públicas. Nos últimos anos, o ensino superior sul-coreano tem sido internacionalizado, com a inauguração do Global Campus na Universidade Nacional de Incheon (com suporte para startup) e a abertura de uma faculdade internacional na Universidade Yonsei para adotar o esquema completo do ambiente de ensino de inglês.
A Coreia do Sul é um dos países da Organização para a Cooperação e Desenvolvimento Econômico (OCDE) com melhor desempenho em leitura, matemática e ciências, com uma pontuação média de 519, em comparação com a média da OCDE de 493, ficando em nono lugar no mundo. O país possui uma das forças de trabalho com maior escolaridade do mundo entre os países da OCDE e é conhecido por sua obsessão com a educação, que passou a ser chamada de "febre da educação". O país do leste asiático é constantemente classificado entre os melhores na educação mundial.
O ensino superior é uma questão extremamente séria na sociedade da Coreia do Sul, onde é vista como uma das pedras angulares fundamentais da vida sul-coreana. A educação é considerada uma alta prioridade para as famílias sul-coreanas, pois o sucesso na educação é necessário para melhorar a posição socioeconômica de uma pessoa na sociedade sul-coreana. O sucesso acadêmico costuma ser motivo de orgulho para as famílias e para a sociedade sul-coreana em geral. Os sul-coreanos vêem a educação como o principal propulsor da mobilidade social para eles e suas famílias como uma porta de entrada para a classe média sul-coreana. A graduação em uma universidade de ponta é o marcador definitivo de prestígio, alto status socioeconômico, perspectivas promissoras de casamento e uma carreira de um trabalhador de colarinho branco respeitável. A vida média de uma criança sul-coreana gira praticamente em torno da educação, pois a pressão para ter sucesso acadêmico está profundamente arraigada nas crianças sul-coreanas desde tenra idade. Os estudantes sul-coreanos enfrentam uma imensa pressão para ter sucesso acadêmico de seus pais, professores, colegas e sociedade. Isso é em grande parte resultado de uma sociedade que há muito atribui grande importância ao ensino superior, uma vez que aqueles que carecem de educação universitária formal frequentemente enfrentam preconceitos sociais e também enfrentam consequências significativas ao longo da vida, como um status socioeconômico estagnado e mais baixo, diminuindo perspectivas de casamento, bem como possibilidades de garantir um respeitável emprego de colarinho branco e uma carreira profissional bem sucedida.
Em 2016, o país gastou 5,4% do seu PIB em todos os níveis de ensino - cerca de 0,4 pontos percentuais acima da média da OCDE. Um forte investimento em educação, um impulso militante pelo sucesso, bem como a paixão pela excelência, ajudaram o país pobre em recursos naturais a crescer rapidamente sua economia nos últimos 60 anos, após a Guerra da Coreia. O zelo da Coreia do Sul pela educação e o desejo de seus alunos de ingressar em uma universidade de prestígio são um dos mais altos do mundo, pois a entrada em uma instituição de ensino superior de nível superior pode conduzir o estudante um trabalho profissional de colarinho branco de prestígio, seguro e bem remunerado no governo, bancos ou um grande conglomerado sul-coreano como a Samsung, a Hyundai ou a LG Electronics. Com uma pressão incrível sobre os alunos do ensino médio para garantir vagas nas melhores universidades do país, a reputação institucional das universidades e suas instalações, equipamentos do campus, doações, faculdades e redes de ex-alunos são fortes preditores de perspectivas de carreira futura. As três principais universidades da Coreia do Sul são a Universidade Nacional de Seul, a Universidade da Coreia e a Universidade Yonsei, conhecidas pelas suas iniciais em inglês "SKY". A intensa competição e a pressão para obter as notas mais altas estão profundamente arraigadas na psique dos estudantes sul-coreanos desde tenra idade. No entanto, com apenas tantos lugares nas universidades e ainda menos lugares nas empresas de primeira linha, muitos jovens permanecem desapontados e muitas vezes não estão dispostos a diminuir o olhar, resultando em muitos se sentindo como fracassados. Existe um grande tabu cultural na sociedade sul-coreana ligado àqueles que não alcançaram o ensino formal universitário, onde aqueles que não possuem diploma universitário enfrentam preconceito social e são frequentemente desprezados por outros como cidadãos de segunda classe, resultando em menos oportunidades para emprego, melhoria da posição socioeconômica e perspectivas de casamento.
A recepção internacional do sistema educacional sul-coreano tem sido dividida. A educação sul-coreana foi elogiada por várias razões, incluindo seus resultados de testes comparativamente altos e seu papel principal em promover o desenvolvimento econômico da Coreia do Sul, ao mesmo tempo em que cria uma das forças de trabalho mais instruídas do mundo. O desempenho acadêmico altamente invejável da Coreia do Sul fez com que o Departamento de Educação do Reino Unido (DfE, na sigla em inglês) remodelasse ativamente seus próprios currículos educacionais e exames para tentar emular a motivação e paixão militante da Coreia pela excelência e alto desempenho educacional. O ex-presidente dos Estados Unidos, Barack Obama, também elogiou o rigoroso sistema escolar do país, onde mais de 80% dos graduados sul-coreanos do ensino médio vão para a universidade. A alta taxa de ingresso na universidade do país criou uma força de trabalho altamente qualificada, tornando a Coreia do Sul um dos países mais instruídos do mundo, com o maior percentual de seus cidadãos com um diploma de ensino superior. Em 2017, o país ficou em quinto lugar no percentual de 25 a 64 anos que alcançou o ensino superior em 47,7%. 69,8% dos sul-coreanos com idades entre 25 e 34 anos concluíram alguma forma de ensino superior, com 34,2% dos sul-coreanos com idade entre 25 e 64 anos tendo obtido um diploma de bacharel, um dos mais altos entre os países da OCDE.
A estrutura rígida e hierárquica do sistema de educação da Coreia do Sul foi criticada por sufocar a criatividade e a inovação; e é descrito como competitivo intensamente e "brutalmente". O sistema educacional sul-coreano é frequentemente responsabilizado pela alta taxa de suicídios na Coreia do Sul, particularmente pelas crescentes taxas entre as idades de 10 a 19 anos. Vários meios de comunicação atribuem a alta taxa de suicídio dos países à ansiedade em todo o país nos exames de admissão no país, que determinam a trajetória de toda a vida e carreira dos estudantes, embora as taxas de suicídio entre adolescentes (de 15 a 19 anos) ainda permaneçam abaixo das dos Estados Unidos e Canadá. O ex-professor sul-coreano Se-Woong Koo escreveu que o sistema educacional da Coreia do Sul equivale a abuso infantil e que deve ser "reformado e reestruturado sem demora". O sistema educacional sul-coreano também tem sido criticado por produzir um excesso de oferta de graduados, criando uma força de trabalho com excesso de instrução e desempregada; somente no primeiro trimestre de 2013, quase 3,3 milhões de graduados universitários sul-coreanos estavam desempregados, levando muitos graduados superqualificados para empregos que exigem menor grau de instrução. Críticas adicionais foram levantadas por causar escassez de mão-de-obra em várias ocupações profissionais de colarinho azul, onde muitas ficam vagas, pois o estigma social negativo associado às carreiras profissionais e a falta de diploma universitário continuam profundamente enraizados na sociedade sul-coreana.

## História

### Período antes da divisão
A educação está presente em toda a história da Coreia (1945-presente), tanto por meio de escolas públicas, como de escolas particulares. As reformas modernas da educação começaram no final do século XIX. Desde a sua história inicial, a educação coreana tem sido influenciada significativamente pelos valores confucionistas, particularmente em sua ênfase na aprendizagem formal e na bolsa de estudos na China, há mais de quinze séculos. O confucionismo instilou instalações como governança dos homens por mérito, mobilidade social por meio da educação e o sistema de exame civil baseado no sistema que foi desenvolvido na China durante a dinastia Tang. Como resultado, a palavra escrita e o domínio dos clássicos e da alfabetização chineses tornaram-se o método principal na escolha de indivíduos para posições burocráticas, ganhando status e privilégios sociais.
O período Joseon foi significativo na definição da dinâmica e dos fundamentos do sistema educacional coreano, na medida em que estabeleceu escolas que enraizaram a lealdade, a ortodoxia e a motivação para o recrutamento oficial em seus alunos. O principal meio de receber educação durante o período Joseon era através das escolas da aldeia (sodang ou sojae) e através de aulas particulares. O sodang era o método mais comum de educação formal na Coreia até o final do século XX, e geralmente estava disponível apenas para um punhado de meninos do bairro a partir dos sete anos de idade. Em meados do século XVI, no entanto, o papel das escolas oficiais declinou gradualmente com o surgimento de academias particulares (sowon), que geralmente funcionavam como retiros rurais e centros de aprendizado até que a maioria delas fosse fechada na década de 1870, em um esforço para centralizar a autoridade.
A preparação dos alunos para exames competitivos foi pronunciada durante a era Joseon como um meio de mobilidade social e seleção de posições oficiais, e permaneceu um princípio básico na educação coreana ao longo de sua história. No entanto, essa ênfase extrema na educação e na meritocracia foi contrastada pela aristocracia hereditária durante o período Joseon, onde as linhagens e o parentesco foram particularmente pronunciados. Devido às influências confucionistas, no entanto, a educação conseguiu manter uma presença bastante equilibrada sobre a sociedade por causa de sua crença em que cada indivíduo era capaz de se beneficiar da educação formal e alcançar a iluminação. A educação também era dominada pela exaltada relação estudante-professor, onde os professores mantinham um status quase sagrado e eram vistos como a principal fonte de aconselhamento ético. Essa convenção também engendrou a tradição de admoestação, o que obrigava o estudioso a criticar as ações do governo e até do rei, a fim de evitar ameaçar o conceito inspirado em confucionismo da ordem moral do universo.
O período dinástico não priorizou o treinamento especial ou técnico e, portanto, a preferência por uma educação não especializada e literária permaneceu na Coreia. Muitos desses desenvolvimentos foram pronunciados no final do século XIX, quando a dinastia Joseon começou a implementar um sistema educacional ao estilo ocidental como resultado da intrusão de potências estrangeiras na Coreia. Em 1904, a educação pública estava em grande parte confinada a Seul, que geralmente era resistida pelo público e por funcionários do governo. Isso manteve o domínio do sodang e de outras instituições tradicionais como o principal meio de receber uma educação formal. No entanto, como resultado do apoio financeiro de membros da família real e de atividades e escolas missionárias americanas, o número de escolas começou a aumentar no início do século XX. Como meio de promover a alfabetização básica entre seus cidadãos, a Coreia também introduziu um alfabeto misto de caracteres hangul e chineses.
Durante a ocupação japonesa da península (1905-1945), a Coreia conseguiu estabelecer um sistema abrangente e moderno de educação nacional por meio da centralização e do planejamento deliberado de integrar o profissionalismo e os valores ocupacionais japoneses. No entanto, houve restrições severas, como a falta de acesso à educação além do nível básico para os coreanos e a manipulação da educação para doutrinar indivíduos coreanos a serem leais ao império japonês, o que levou a turbulência e descontentamento entre os coreanos que foram forçados à assimilação. Os japoneses enfatizaram o ensino de nível básico e não profissional para os coreanos, o que foi pronunciado pela Portaria Educacional de 1911, onde os residentes japoneses passaram a ter quatorze anos de estudo disponíveis, enquanto os coreanos tinham apenas oito anos de instrução, a menos que fossem funcionários públicos, onde eles poderiam receber até onze anos. A escolaridade era baseada principalmente nos valores japoneses, alfabetização e história, como uma tentativa de tornar os jovens coreanos leais ao Estado japonês e acabar indiretamente com a cultura e a história coreanas. Como um desenvolvimento menor, foi promulgada a Portaria Educacional de 1922, que reabriu a Escola de Professores de Seul, ampliou o ensino fundamental e médio e adicionou ao currículo o treinamento técnico preparatório ou técnico avançado.
O ensino superior tornou-se uma questão central para os coreanos de classe alta e ascendente, que tiveram acesso muito limitado a essas instituições, bem como cargos de administração e ensino. Além disso, com a introdução da Portaria Educacional de 1938, as escolas coreanas deveriam ser idênticas às japonesas em organização e currículo, o que fez da educação uma ferramenta altamente militarizada e regulamentada para assimilação e militarização forçada. Esses últimos anos de domínio japonês manifestaram o descontentamento dos coreanos cujos climas sociais e políticos foram profundamente afetados.

### Após a Segunda Guerra Mundial
Após a saída dos japoneses da península, o governo coreano começou a estudar e discutir uma nova filosofia da educação. A nova filosofia educacional foi criada sob o governo militar do Exército dos Estados Unidos na Coreia, com foco na educação democrática. O novo sistema tentou tornar a educação disponível para todos os alunos igualmente e promover a administração educacional para ser mais autônoma. Também enfatizou uma educação descentralizada para manter a autonomia educacional em relação a políticas autoritárias. Políticas específicas incluíam: reeducação de professores, redução do analfabetismo funcional pela educação de adultos, restauração da língua coreana para terminologia técnica e expansão de várias instituições de ensino. Este sistema não instigou mudanças radicais, no entanto, na medida em que mantinha a administração centralizada e autoritária criada pelos japoneses sem mudanças significativas. No entanto, incentivou a coreanização da educação sul-coreana por iniciativa dos líderes coreanos, promovendo o hangul, removendo as práticas de ensino japonesas e enfatizando a história, a geografia e a literatura coreanas. Além desses desenvolvimentos, a característica mais marcante da ocupação militar dos Estados Unidos foi a expansão significativa da escolaridade e da população estudantil.
Após a Guerra da Coreia, o governo de Syngman Rhee reverteu muitas dessas reformas após 1948, quando apenas as escolas primárias permaneceram na maioria dos casos coeducacionais e, devido à falta de recursos, a educação era obrigatória apenas até a sexta série. Em 1948, o debate predominante na educação sul-coreana era se deveria manter um caminho elitista de múltiplas faixas com base no modelo colonial japonês anterior à guerra ou adotar um sistema estadunidense aberto que evitasse o rastreamento precoce e não terminalizasse o ensino primário ou secundário.
Durante os anos em que Rhee e Park Chung-hee estavam no poder, o controle da educação foi gradualmente retirado das mãos dos conselhos escolares locais e concentrado em um Ministério da Educação centralizado. No final da década de 1980, o ministério era responsável pela administração das escolas, alocação de recursos, estabelecimento de cotas de matrícula, certificação de escolas e professores, desenvolvimento de currículo (incluindo a emissão de diretrizes para livros didáticos) e outras decisões políticas básicas. Ainda existiam conselhos educacionais municipais e provinciais. Embora cada diretoria fosse composta por sete membros que deveriam ser selecionados pelos órgãos legislativos eleitos popularmente, esse arranjo deixou de funcionar após 1973. Posteriormente, os membros do conselho escolar passaram a ser aprovados pelo Ministério da Educação. No ensino médio, eles chamariam isso de primeiro ano (9º ano) e o 2º ano (10º ano) e assim por diante. Portanto, prevaleceu um sistema multitrilha e ensino médio, em grande parte devido ao fato de os administradores não desejarem dividir as instituições e os pais não serem receptivos à ideia de dois exames de admissão. O resultado da proposta do MOE de 1950 para um sistema uniforme foi um cronograma acadêmico 6-4-3-4, que envolvia 6 anos de ensino fundamental, 4 anos de ensino médio, 3 anos de ensino médio profissional ou acadêmico e 4 anos de universidade. Um sistema complexo de treinamento técnico e profissional também foi adicionado à política educacional, onde as crianças puderam decidir sobre uma rota acadêmica versus uma profissional no início de sua carreira acadêmica. Muitos opositores dessa política realmente a consideraram positiva porque acreditavam que a rota acadêmica pareceria mais prolífica e pais e alunos estariam dispostos a segui-la mais do que a rota profissional. Além disso, embora alguns conselhos escolares locais tenham sido estabelecidos no final da década de 1940, eles não foram apreciados por muitos coreanos porque havia uma noção generalizada de que um sistema uniforme e controlado centralmente é o melhor. Um currículo nacional rigoroso e uniforme foi estabelecido em meados da década de 1950 e houve esforços significativos para tornar a escola acessível a todos, especialmente no contexto da declaração de Rhee de alfabetização universal obrigatória e educação básica. Embora a educação básica universal tenha eliminado as disparidades entre as classes, a competição se tornou muito acirrada devido à entrada restrita em níveis acadêmicos mais altos, o que contribuiu para a "febre da educação" predominante que ainda prevalece na Coreia do Sul.
Na década de 1960, houve uma dificuldade em direcionar a demanda por educação às necessidades de uma economia industrializada, o que provocou um crescimento de fundações privadas, a fim de suprir a demanda pública por educação. Além disso, as décadas de 1960 e 1970 foram caracterizadas por uma grande demanda para direcionar o desenvolvimento educacional ao desenvolvimento econômico, o que exigia uma ênfase maior no treinamento profissional do que no treinamento acadêmico, a fim de ajudar os cidadãos a adquirir habilidades que suprissem as necessidades econômicas do país. Embora houvesse grandes críticas em nome do público por essa ênfase na formação profissional devido a um conflito com os valores confucionistas, o Estado continuou a fortalecer a educação profissional, especialmente após a mudança na industrialização para as indústrias químicas e de máquinas pesadas nos anos 1970. As décadas de 1960 e 1970 sofreram turbulência nos sistemas educacionais devido à resistência pública e à falta de cooperação das escolas privadas com o Estado, na tentativa de suprir a demanda pública. Embora o Estado tenha conseguido cumprir muitos de seus objetivos econômicos, teve um grande custo social e político, como o despovoamento de áreas rurais e o assassinato do presidente Park.
A maioria dos observadores concorda que o espetacular progresso da Coreia do Sul na modernização e no crescimento econômico desde a Guerra da Coreia é amplamente atribuído à disposição dos indivíduos de investir uma grande quantidade de recursos em educação: a melhoria do "capital humano". A estima tradicional pelo homem educado agora se estende a cientistas, técnicos e outros que trabalham com conhecimento especializado. Tecnocratas e planejadores econômicos altamente qualificados podem reivindicar grande parte do crédito pelos sucessos econômicos de seu país desde a década de 1960. As profissões científicas eram geralmente consideradas as mais prestigiadas pelos sul-coreanos na década de 1980.
As estatísticas demonstram o sucesso dos programas nacionais de educação da Coreia do Sul. Em 1945, a taxa de alfabetização de adultos foi estimada em 22%; em 1970, a alfabetização de adultos era de 87,6% e, no final dos anos 80, as fontes estimavam isso em cerca de 93%. Embora apenas a escola primária (do primeiro ao sexto ano) fosse obrigatória, as porcentagens de faixas etárias de crianças e jovens matriculados em escolas de ensino médio eram equivalentes às encontradas em países industrializados, incluindo o Japão. Aproximadamente 4,8 milhões de estudantes na faixa etária elegível estavam frequentando a escola primária em 1985. A porcentagem de estudantes que ingressaram no ensino médio opcional no mesmo ano foi superior a 99%. Aproximadamente 34%, uma das taxas mais altas do mundo de formandos do ensino médio frequentou instituições de ensino superior em 1987, uma taxa semelhante à do Japão (cerca de 30%) e superior ao Reino Unido (20%).
Os gastos do governo com educação têm sido generosos. Em 1975, foram 220 bilhões de won, o equivalente a 2,2% do produto nacional bruto, ou 13,9% da despesa total do governo. Em 1986, as despesas com educação atingiram 3,76 trilhões de won, ou 4,5% do PIB, e 27,3% das alocações orçamentárias do governo.
As décadas de 1980 e 1990 marcaram uma era de democratização e prosperidade econômica na Coreia do Sul, em parte devido à "febre da educação". Em 1991, pela primeira vez em trinta anos, o país elegeu conselhos provinciais e municipais para tornar a educação próxima da realidade local de cada região, e líderes como Kim Young-sam e Kim Dae-jung foram capazes de aprovar grandes reformas no sistema educacional para acomodar a democratização através de métodos como a abolição do treinamento militar para o Corpo de Treinamento de Oficiais de Reserva no campus, a mobilização política de estudantes, a legalização de sindicatos de professores e a remoção de textos anticomunistas. O Ministério da Educação começou a se afastar de um currículo uniforme, permitindo que os conselhos escolares implementassem algumas pequenas variações no conteúdo instrucional. A alfabetização tornou-se praticamente universal na Coreia do Sul, enquanto subiu nas classificações internacionais em matemática e ciências, especialmente.
No entanto, apesar da transição da Coreia do Sul para a democracia, os valores tradicionais e confucionistas continuaram muito fortes. No geral, os grandes avanços no desenvolvimento educacional custaram intensa pressão entre os estudantes, altas taxas de suicídio e lutas financeiras da família por meio de investimentos em educação e aulas particulares.

### Ativismo estudantil
O ativismo estudantil tem uma longa e honrosa história na Coreia. Os alunos das escolas secundárias Joseon frequentemente se envolviam nas intensas lutas faccionais da classe oficial escolar. Os estudantes desempenharam um papel importante no movimento de independência da Coreia, particularmente em 1º de março de 1919, que foi um protesto baseado no crescente ressentimento dos estudantes em relação à ocupação e práticas de instrução japonesas restritivas, discriminatórias e hostis. Os estudantes também estiveram fortemente envolvidos em repetidos esforços nacionais e manifestações contra as políticas japonesas, com casos como o Movimento Estudantil de Gwangju em 1929 e o protesto da fila funerária de 10 de junho de 1926.
Os alunos protestaram contra os regimes de Syngman Rhee e Park Chung-hee durante as décadas de 1950, 1960 e 1970. Os observadores notaram, no entanto, que enquanto os ativistas estudantis no passado geralmente abraçavam os valores liberais e democráticos, a nova geração de militantes na década de 1980 era muito mais radical. A maioria dos participantes adotou alguma versão da ideologia minjung, mas também foi animada por fortes sentimentos de nacionalismo popular e xenofobia.
Um dos movimentos mais radicais e marcantes foi o Massacre de Gwangju em 1980, onde os estudantes foram movidos por uma forte vontade de se rebelar por meio de influências marxistas contra o governo da lei marcial. Esse radicalismo foi acompanhado pela simpatia comunista e pelo radicalismo dos estudantes nas décadas de 1940 e 1950 como resultado da ocupação americana.
Os estudantes universitários mais militantes, talvez cerca de 5% do total das matrículas na Universidade Nacional de Seul e números comparáveis em outras instituições na capital durante o final da década de 1980, estavam organizados em pequenos círculos ou células raramente contendo mais de cinquenta membros. A polícia estimava que existiam 72 organizações desse tipo de orientação diversa, tendo a mudança de currículo e sistema educacional do povo da Coreia do Sul se enriquecido de uma forma imaginária que os faz impulsionar em todos os seus estudos.

### Reformas na década de 1980
Após a chegada do General Chun Doo-hwan à presidência da Coreia do Sul em 1980, o Ministério da Educação implementou uma série de reformas destinadas a tornar o sistema mais justo e aumentar as oportunidades de ensino superior para a população em geral. Em um movimento muito popular, o ministério aumentou dramaticamente o número de matrículas em geral.
A ênfase social na educação teve seus problemas, visto que tendia a acentuar as diferenças de classe. No final dos anos 1980, um diploma universitário era considerado necessário para entrar na classe média; não havia caminhos alternativos de ascensão social, com a possível exceção de uma carreira militar, fora do ensino superior. Pessoas sem educação universitária, incluindo trabalhadores qualificados com formação profissional, muitas vezes eram tratados como cidadãos de segunda classe por seus gerentes de colarinho branco com formação universitária, apesar da importância de suas habilidades para o desenvolvimento econômico. A competição intensa por vagas nas universidades de maior prestígio - a única porta de entrada para os círculos de elite - promoveu, como o antigo sistema confucionista, uma ênfase estéril na memorização mecânica para passar no ensino médio e nos exames de admissão à faculdade. Particularmente após uma dramática expansão das matrículas em faculdades no início da década de 1980, a Coreia do Sul enfrentou o problema do que fazer com um grande número de jovens que permaneciam na escola por um longo tempo, geralmente com grande sacrifício para eles próprios e suas famílias, e enfrentavam oportunidades de trabalho limitadas porque suas habilidades não eram comercializáveis.

## Níveis escolares
Nota: Todas as idades estão em anos ocidentais, e entre parenteses estão de acordo com o sistema de idades na Coreia.
| Nível/Série                                 | Idade média                                                                                  |
| ------------------------------------------- | -------------------------------------------------------------------------------------------- |
| Educação Infantil                           |                                                                                              |
| Maternal                                    | 0–3 (1–4)                                                                                    |
| Jardim de infância                          | 4–6 (5–7)                                                                                    |
| Ensino primário                             |                                                                                              |
| 1ª série                                    | 7 (8)                                                                                        |
| 2ª série                                    | 8 (9)                                                                                        |
| 3ª série                                    | 9 (10)                                                                                       |
| 4ª série                                    | 10 (11)                                                                                      |
| 5ª série                                    | 11 (12)                                                                                      |
| 6ª série                                    | 12 (13)                                                                                      |
| Ensino médio                                |                                                                                              |
| 7ª série                                    | 13 (14)                                                                                      |
| 8ª série                                    | 14 (15)                                                                                      |
| 9ª série                                    | 15 (16)                                                                                      |
| Ensino alto                                 |                                                                                              |
| 10ª série                                   | 16 (17)                                                                                      |
| 11ª série                                   | 17 (18)                                                                                      |
| 12ª série                                   | 18 (19)                                                                                      |
| Ensino pós-secundário                       |                                                                                              |
| Ensino superior (Faculdade ou Universidade) | As idades variam (geralmente quatro anos, chamados de calouro, segundo ano, júnior e sênior) |

## Jardim de infância
O número de jardins de infância privados aumentou como resultado de mais mulheres entrando na força de trabalho, o crescimento no número de famílias nucleares onde um avô muitas vezes não está disponível para cuidar das crianças e a sensação de que o jardim de infância pode dar às crianças uma "vantagem" mais tarde na competição educacional. Muitos alunos na Coreia começam o jardim de infância na idade ocidental de três anos e, portanto, continuarão estudando no jardim de infância por três ou quatro anos, antes de iniciar sua 'educação formal' na 'primeira série' do ensino fundamental. Muitos jardins de infância particulares oferecem suas aulas em inglês para dar aos alunos uma 'vantagem' no ensino obrigatório de inglês que receberão mais tarde na escola pública. Os jardins de infância costumam homenagear as expectativas dos pais com cursos impressionantes, cerimônias de formatura, completos com diplomas e vestidos. Espera-se que os jardins de infância coreanos comecem a ensinar matemática básica, leitura e escrita para crianças, incluindo educação sobre como contar, somar, subtrair e ler e escrever em coreano e, frequentemente, em inglês e chinês. As crianças em jardins de infância coreanos também são ensinadas por meio de jogos focados na educação e coordenação motora, como "brincar de médico" para ensinar partes do corpo, alimentação e nutrição e posições de trabalho para adultos. Canções, danças e memorização são uma grande parte da educação infantil coreana.

## Ensino primário
As escolas primárias (Coreano: 초등 학교, 初等學校, chodeung hakgyo) consistem de uma a seis séries (idade de 8 a 13 anos em anos coreanos - 7 a 12 em anos ocidentais). O governo sul-coreano mudou a nomenclatura para Escola dos Cidadãos (Coreano: 국민 학교, 國民學校, Gukmin hakgyo) em 1996. O nome anterior foi abreviado de 황국 신민 학교, 皇國臣民學校 (Hwangguk sinmin hakgyo) que significa escola do povo súdito do Império (do Japão).
No ensino fundamental, os alunos aprendem as seguintes matérias. O currículo difere da 1ª a 2ª série à 3ª a 6ª séries.
1ª a 2ª série:
- Somos Alunos da Primeira Série (Coreano: 우리들은 1학년) (apenas 1ª série)
- Coreano (audição, fala, leitura e escrita)
- Matemática
- Vida Disciplinada (Coreano: 바른 생활)
- Vida Sensível (Coreano: 슬기로운 생활)
- Vida Agradável (Coreano: 즐거운 생활)
- Educação Física

3ª a 6ª série:
- Coreano (audição, fala, leitura, escrita)
- Inglês
- Educação moral
- Estudos Sociais
- Matemática
- Ciências
- Artes
- Música
- Artes Práticas
- Educação Física

Normalmente, o professor da turma cobre a maioria das matérias; no entanto, existem alguns professores especializados em áreas como educação física e línguas estrangeiras, incluindo inglês.
Aqueles que desejam se tornar um professor de escola primária devem se formar em educação primária, que é especialmente projetada para formar professores de escola primária. Na Coreia, a maioria dos professores primários trabalha para escolas primárias públicas.
Como os castigos corporais se tornaram legalmente proibidos em todas as salas de aula desde 2011, muitos professores e alguns pais que foram criados com o uso de castigos corporais estão se preocupando mais com o que consideram um agravamento dos problemas de disciplina. Alguns professores continuam a usar castigos corporais discretamente.

## Ensino secundário

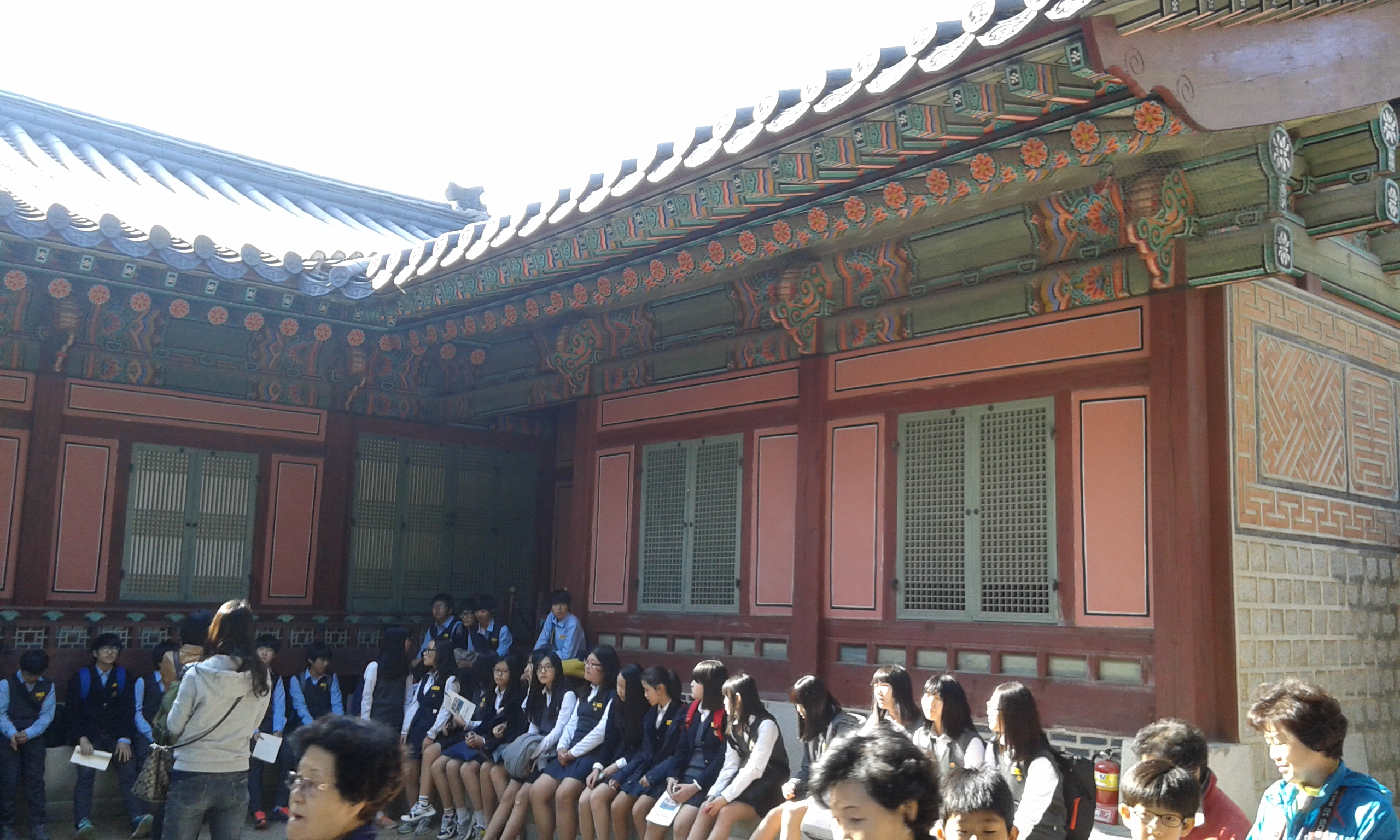
Uma turma de estudantes na Coreia do Sul

Em 1987, havia aproximadamente 4.895.354 alunos matriculados em escolas médias e altas, com aproximadamente 150.873 professores. Cerca de 69% desses professores eram homens. Cerca de 98% dos alunos coreanos concluem a educação secundária. O número de matrículas no ensino médio também refletiu as tendências de mudança da população - havia 3.959.975 alunos nas escolas secundárias em 1979. Dada a importância do ingresso no ensino superior, a maioria dos alunos frequentou o ensino médio geral ou acadêmico em 1987: 1.397.359 alunos, ou 60% do total, frequentou o ensino médio geral ou acadêmico, em comparação com 840.265 alunos do ensino médio profissional. As escolas profissionais se especializaram em vários campos: principalmente agricultura, pesca, comércio, comércio, marinha mercante, engenharia e artes.[carece de fontes?]
Os exames de admissão competitivos no nível das escolas médias foram abolidos em 1968. Embora no final dos anos 1980, os alunos ainda tivessem que passar em exames de qualificação não competitivos, eles eram designados para instituições secundárias por sorteio ou então por localização dentro dos limites do distrito escolar. As escolas secundárias, antes classificadas de acordo com a qualidade de seus alunos, foram equalizadas, com parte dos alunos bons, medíocres e ruins sendo designados para cada uma. A reforma, no entanto, não equalizou completamente as escolas secundárias. Em Seul, os alunos com bom desempenho nos exames de qualificação puderam frequentar escolas de melhor qualidade em um distrito "comum", enquanto outros alunos frequentaram escolas em um dos cinco distritos geográficos. As reformas se aplicavam igualmente a escolas públicas e privadas, cujas matrículas eram estritamente controladas pelo Ministério da Educação.
Na Coreia do Sul, a nota de um aluno é redefinida à medida que ele progride no ensino primário, médio e alto. Para diferenciar as notas entre os alunos, costuma-se indicar a nota com base no nível de educação em que ele/ela está. Por exemplo, um aluno no primeiro ano do ensino médio seria referido como "primeiro ano do ensino médio".
As escolas médias são chamadas de Jung hakgyo (중학교) em coreano, que literalmente significa escola média. As escolas altas são chamados de Godeung hakgyo (고등학교) em coreano, que significa literalmente escola alta.

### Escolas médias

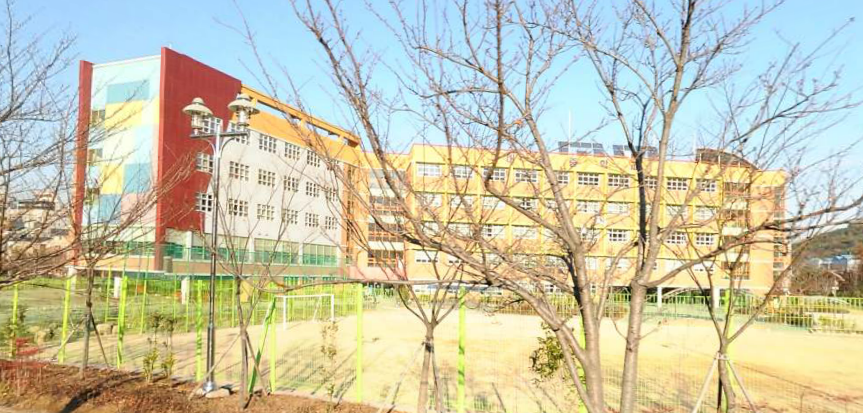
Uma escola média, localizada em Seul, Coreia do Sul

As escolas de ensino médio na Coreia do Sul consistem em três séries. A maioria dos alunos entra com 12 ou 13 anos e se forma aos 15 ou 16. O ensino médio na Coreia do Sul marca uma mudança considerável em relação ao ensino fundamental, com os alunos a levar seus estudos muito mais a sério. Na maioria das escolas de ensino médio, uso de uniformes e cortes de cabelo são aplicados de forma bastante estrita e alguns aspectos da vida dos alunos são altamente controlados. Como na escola primária, os alunos passam a maior parte do dia na mesma sala de aula com os mesmos colegas; no entanto, os alunos têm professores diferentes para cada disciplina. Os professores vão de sala em sala de aula, e poucos professores, além daqueles que ensinam matérias especiais, têm suas próprias salas para onde os alunos vêm. Os professores de sala de aula (담임 교사, damim gyosa) desempenham um papel muito importante na vida dos alunos.
A maioria dos alunos do ensino médio tem sete aulas por dia e, além disso, costumam ter um bloco matinal que antecede as aulas regulares e uma oitava aula especializada em uma matéria extra para encerrar o dia. Ao contrário do ensino alto, os currículos do ensino médio não variam muito de escola para escola. Coreano, álgebra, geometria, inglês, estudos sociais e ciências constituem as disciplinas principais, com os alunos também recebendo instrução em música, artes, educação física, história coreana, ética, economia doméstica, idioma secundário, tecnologia e alfabeto hanja. As matérias os alunos estudam podem variar de ano para ano. Todas as aulas regulares têm 45 minutos de duração. Antes da escola, os alunos têm um bloco extra de 30 minutos ou mais que pode ser usado para estudar sozinhos, assistindo a programas da Educational Broadcasting System (EBS) ou para administração pessoal ou de classe. A partir de 2008, os alunos frequentavam a escola de segunda a sexta-feira, e tinham meio período todo 1º, 3º e 5º (se o calendário permitir) sábado do mês. As aulas de sábado geralmente incluem aulas de Atividades de Clube, onde os alunos podem participar de atividades extracurriculares. No entanto, muitas escolas têm aulas regulares sem atividades extracurriculares porque as escolas e os pais querem que os alunos estudem mais. Apesar disso, a partir de 2012, as escolas primárias e secundárias, incluindo o ensino médio, não terão mais aulas aos sábados. Até hoje, muitas escolas ainda oferecem aulas ilegalmente aos sábados porque os pais querem que seus filhos vão à escola e estudem.
Em 1969, o governo aboliu os exames de admissão para alunos das escolas médias, substituindo-o por um sistema em que os alunos do ensino primário dentro do mesmo distrito são selecionados para a escola média por um sistema de loteria. Isso tem o efeito de igualar a qualidade dos alunos de escola para escola, embora escolas em áreas onde os alunos vêm de origens mais privilegiadas ainda tendam a superar as escolas em áreas mais pobres. Até recentemente, a maioria das escolas médias possuíam apenas alunos do mesmo sexo, embora na década passada a maioria das novas escolas de ensino médio fossem mistas e algumas escolas anteriores do mesmo sexo também se convertessem para mistas. Algumas escolas converteram-se para o mesmo sexo devido à pressão dos pais que achavam que seus filhos estudariam melhor através de um ensino separado por sexos.
Tal como acontece com as escolas primárias, os alunos passam de série em série, independentemente do conhecimento ou desempenho acadêmico, o resultado é que as classes muitas vezes têm alunos com habilidades muito diferentes aprendendo o mesmo assunto juntos. No último ano do ensino médio, as notas dos exames tornam-se muito importantes para os melhores alunos que desejam obter acesso às melhores escolas altas e para aqueles do ensino médio que desejam entrar em uma escola acadêmica, em vez de uma escola profissional. Caso contrário, os exames e as notas só importam na medida em que cumprem um conceito auto-imposto de posição no sistema de classificação escolar. Existem alguns exames padronizados para certas disciplinas, e espera-se que os professores de disciplinas acadêmicas sigam os livros aprovados, mas geralmente os professores do ensino médio têm mais flexibilidade sobre currículos e métodos do que os professores do ensino médio.

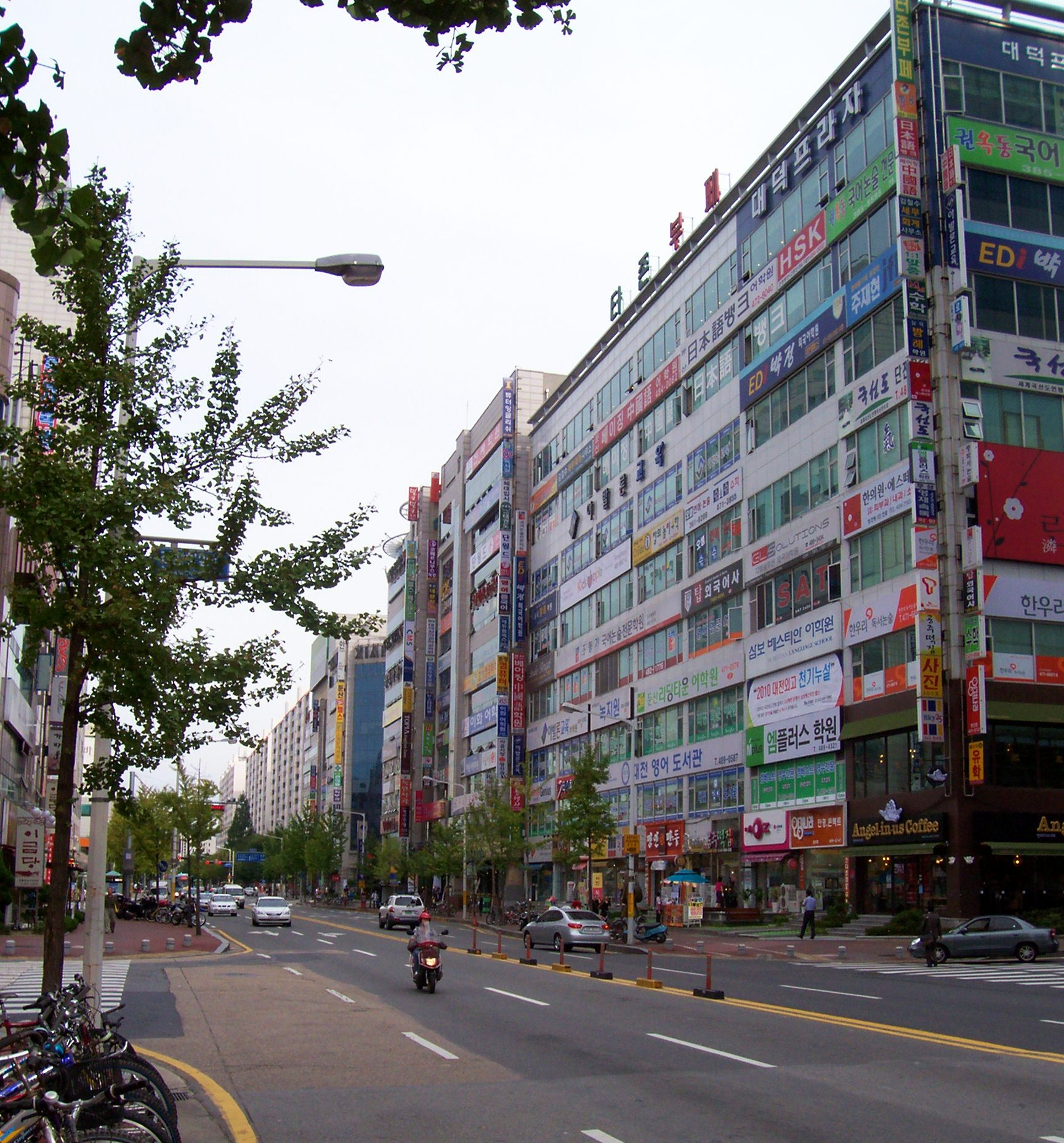
Este edifício, em Dunsan-dong, Daejeon, Coreia do Sul, abriga várias escolas Hagwon.

Mais de 95% dos alunos do ensino médio também frequentam aulas de reforço escolar em escolas de propriedade independente, conhecidas como “hagwon”, para receber instrução extra de professores particulares. As disciplinas principais, especialmente as disciplinas cumulativas de coreano, inglês e matemática recebem mais ênfase. Alguns "hagwon" se especializam em apenas uma disciplina, enquanto outros oferecem todas as disciplinas básicas, constituindo uma segunda rodada de escolaridade todos os dias para seus alunos. Na verdade, alguns pais colocam mais ênfase nos estudos nos "hagwon" para seus filhos do que seus estudos em escolas públicas. Além disso, muitos alunos frequentam academias para atividades como artes marciais ou música. Assim, muitos alunos do ensino fundamental, como seus colegas do ensino médio, voltam de um dia de aula bem depois do final da tarde. Uma família sul-coreana gasta em média 20% de sua renda em cursinhos noturnos, gastando mais per capita com aulas particulares do que qualquer outro país.

### Escola alta
As escolas altas na Coreia do Sul ensinam alunos por três anos, da primeira série (15 a 17 anos) à terceira série (17 a 19 anos), e os alunos geralmente se formam aos 18 ou 19 anos. Os alunos das escolas altas geralmente estudam cada vez mais tempo horas a cada ano em direção à graduação, para se tornarem competitivos e entrarem em universidades extremamente atraentes na Coreia. Muitos alunos do ensino médio acordam e saem de casa às 5 horas da manhã. Quando a escola acaba, às 16h, eles vão para uma sala de estudos na escola ou para a biblioteca para estudar, em vez de ir para casa. Isso é chamado de "yaja", que significa literalmente "auto-estudo à noite". Eles não precisam ir para casa para jantar, pois a maioria das escolas oferece jantar pago para os alunos. Depois de terminar o yaja (que geralmente termina às 23h, mas depois da meia-noite em algumas escolas), eles voltam para casa depois de estudar e, em seguida, voltam para as escolas particulares Hagwon) muitas vezes até as 3h, a partir de segunda-feira a sexta-feira. Além disso, costumam estudar nos fins de semana.
Os yaja não eram realizados verdadeiramente “por si mesmo” por mais de 30 anos; todos os alunos do ensino médio foram forçados a isso. Desde a década de 2010, o Ministério da Educação tem incentivado as escolas de ensino médio a liberar os alunos do yaja e permitir que eles o façam quando quiserem. Muitas escolas públicas de segundo grau próximas a Seul não estão mais obrigando os alunos a fazê-lo. Mas escolas de segundo grau privadas, escolas de segundo grau para fins especiais (como escolas de ciências e escolas de língua estrangeira) ou escolas normais longe de Seul ainda estão forçando os alunos a fazer yaja.
Um ditado comum na Coreia do Sul é: “Se você dormir três horas por noite, você pode entrar em uma das melhores 'universidades SKY' (sigla em inglês para as três principais universidades sul-coreanas, a Universidade Nacional de Seul, Universidade da Coreia e/ou Universidade Yonsei). Se você dormir quatro horas por noite, poderá entrar em outra universidade. Se você dorme cinco ou mais horas por noite, especialmente em seu último ano do ensino médio, esqueça de entrar em qualquer universidade.” Conseqüentemente, muitos alunos do ensino médio em seu último ano não têm nenhum tempo livre para feriados, aniversários ou férias antes do Teste Escolar de Habilidades (Coreano: 수능, Suneung), que são exames de admissão para a universidade realizados pelo Ministério da Educação. Surpreendentemente, alguns alunos do ensino médio têm a oportunidade de viajar com a família para desfrutar de férias divertidas e relaxantes, mas essas ofertas são frequentemente recusadas na primeira sugestão dos próprios alunos, e cada vez mais em viagens adicionais posteriores, se houver, devido às influências dos colegas e um medo de “ficar para trás” nas aulas. Muitos alunos do ensino médio parecem preferir ficar com amigos e estudar, em vez de fazer uma pausa. “Matar aulas” por diversão é extremamente raro na Coreia. Alunos rebeldes geralmente permanecem em sala de aula e usam smartphones conectados à internet para bater papo com os amigos nas costas do professor durante as aulas.
As escolas altas na Coreia podem ser divididas em cursos de especialidade de acordo com o interesse do aluno e o plano de carreira ou uma escola alta pública comum. Para escolas altas especiais, existem escolas altas de ciências (ensino médio de ciências), línguas estrangeiras, internacionais e escolas altas especializadas em arte que os alunos podem frequentar passando nos exames de admissão que geralmente são altamente competitivos. Essas escolas são chamadas de escolas secundárias para fins especiais. As escolas altas privadas autônomas estão relativamente livres da política do Ministério da Educação. Além disso, existem escolas para alunos superdotados. As mensalidades de muitas escolas altas para fins especiais, escolas altas privadas autônomas e escolas para alunos superdotados são caras (a média das mensalidades de escolas altas para fins especiais ou autônomas é de US$ 5.614 por ano. Uma das escolas para alunos superdotados custa US$ 7.858 por ano). Existem algumas escolas que exigem mais do que o calculado como uma média. A Academia Internacional CheongShim, a Academia Hankuk de Estudos Estrangeiros, a Academia Coreana de Liderança e a Academia Ha-Na são famosas por suas mensalidades caras. Simultaneamente, essas escolas são conhecidas pelo alto desempenho acadêmico dos alunos e pelos resultados nos exames de admissão, enviando mais de 50% de seus alunos para as "universidades SKY" anualmente. Outros tipos de escolas de segundo grau incluem escolas altas públicas padrão e escolas altas privadas padrão, ambas com ou sem exames de admissão. Essas escolas altas não se especializam em um determinado campo, mas se concentram mais em enviar seus alunos para as melhores e populares faculdades.
No entanto, desde o surgimento de escolas particulares autônomas e com propósitos especiais, escolas internacionais e escolas para alunos superdotados, as escolas altas padrão lutam para mandar os alunos para as universidades “melhores e populares”. As escolas altas geralmente não podem competir com as infraestruturas de escolas especializadas, recursos de ensino e atividades que melhoram o aproveitamento escolar dos alunos. Dessa forma, para um aluno de uma escola alta padrão, é difícil entrar nas universidades "SKY". Alunos excelentes e seus pais, portanto, evitam entrar em escolas altas padrão. Apenas os alunos cujas notas são muito baixas para entrar na escola profissional (ou cujas notas são simplesmente médias) entram na escola alta padrão. Isso continua a desencorajar alunos excelentes de frequentar escolas altas padrão porque o nível acadêmico dos alunos é baixo. Este círculo vicioso transformou escolas convencionais em “favelas” aos olhos da população. Como resultado, os comitês de admissão das melhores universidades tendem a rejeitar alunos de escolas padrão; há uma preferência em admitir alunos de escolas particulares autônomas, com fins especiais, escolas internacionais e escolas para alunos superdotados. Isso tornou a competição para entrar em tais escolas tão difícil quanto entrar em universidades de primeira linha.
Ao observar a programação de muitos alunos do ensino médio, não é incomum que eles voltem da escola à meia-noite, ou mesmo às 3 da manhã, após sessões intensivas de "autoestudo" com o apoio da escola ou dos pais. O governo coreano tentou reprimir esses hábitos de estudo prejudiciais a fim de permitir um sistema mais equilibrado, principalmente multando muitas escolas de reforço especializadas privadas (Hagwon) por ministrarem aulas até as 2 da manhã. Para resolver esse problema, o governo coreano sancionou uma lei que proíbe os hagwons de dar aulas depois das 22h, o que muitas vezes não é cumprido. Alguns desses institutos também oferecem aulas de madrugada para os alunos assistirem antes de irem para a escola pela manhã.
O currículo escolar padrão emitido pelo governo costuma ser considerado rigoroso, com cerca de 16 matérias. A maioria dos alunos também opta por frequentar escolas privadas de reforço com fins lucrativos, conhecidas como hagwon (학원), para aumentar seu desempenho acadêmico. As disciplinas principais incluem coreano, inglês e matemática, com ênfase adequada em ciências sociais e físicas. Os alunos normalmente não fazem perguntas em sala de aula, mas preferem memorizar detalhes. Como a memorização é um meio desatualizado e ineficaz de verdadeiro domínio de um assunto, em comparação com os padrões de educação contemporâneos com foco na compreensão global, aplicação e pensamento crítico, a grande maioria dos estudantes sul-coreanos que se transferem para um sistema educacional modernizado de um país altamente desenvolvido quase exclusivamente encontram-se muito atrás de seus pares, com pouca capacidade de determinação independente ou compreensão e síntese de conceitos completos. Graduados sul-coreanos em todo o mundo são alguns dos menos procurados para recrutamento em universidades ocidentais ou recrutamento de carreira em outros países, visto que eles sempre falham em demonstrar pensamento lógico e crítico e habilidades de aplicação. É fundamental notar que o tipo e o nível das disciplinas podem variar de escola para escola, dependendo do grau de seletividade e especialização da escola. Escolas especializadas, opcionais, caras, ajudam os alunos a memorizar perguntas e respostas de testes de admissão de anos anteriores e perguntas de entrevistas de universidades.
O ensino alto não é obrigatório, ao contrário do ensino médio na Coreia. No entanto, de acordo com um estudo de 2005 dos países membros da Organização para a Cooperação e Desenvolvimento Econômico (OCDE), cerca de 97% dos jovens adultos da Coreia do Sul concluem o ensino médio. Este foi o maior percentual registrado em qualquer país. No entanto, isso se deve principalmente ao fato de que não existe nota negativa na Coreia do Sul, e a maioria se forma, desde que frequente a escola por certo número de dias. Este sistema de graduação baseado unicamente na frequência desvaloriza ainda mais um estudante sul-coreano quando é avaliado para admissão em universidade em países ocidentais, especialmente porque muitos estão eliminando os exames de admissão.
As opiniões sul-coreanas sobre a seleção do ensino alto e o elitismo percebido de certas escolas são contrárias à maioria dos sistemas educacionais ocidentais que se concentram rigorosamente nos acadêmicos, mas também valorizam a diversidade do corpo discente em uma variedade de aspectos para maximizar a exposição do aluno a diferentes perspectivas e experiências ao mesmo tempo em que alcançam compreensão e socialização sofisticadas. Da forma como está, o sistema de ensino alto coreano é muito bem-sucedido em preparar os alunos para a educação centrada no professor, na qual os professores comunicam informações diretamente aos alunos. No entanto, isso não usado em ambientes de sala de aula em que se espera que os alunos assumam papéis autossuficientes nos quais, em sua maioria, personalidades ativas e criativas parecem levar ao sucesso. Da mesma forma, estudos científicos continuam a demonstrar que a memorização mecânica, como é fundamental na educação sul-coreana, não é indicativa de inteligência e tem um valor em declínio profundo na era da informação.
Está se tornando cada vez mais evidente que o uso ativo do idioma inglês pelos alunos nas escolas de segundo grau coreanas é necessário para entrar nas melhores universidades da Coreia, bem como no exterior.

### Ensino profissional
A Coreia do Sul tinha um forte sistema de educação profissional que foi destruído devido à Guerra da Coreia e ao colapso econômico após a guerra. O sistema de educação profissional foi reconstruído depois disso. Para os alunos que não desejam entrar na universidade, há escolas de segundo grau profissionais especializadas em áreas como tecnologia, agricultura ou finanças. Cerca de 20% dos alunos do ensino médio estão em escolas profissionais. Em escolas altas profissionais, os alunos dividem seu tempo igualmente entre cursos gerais e cursos profissionais. A educação geral ensina cursos acadêmicos básicos, como coreano, matemática, ciências e estudos sociais, enquanto o treinamento profissional oferece cursos relacionados à agricultura, tecnologia, indústria, comércio, economia doméstica, pesca e oceanografia. Escolas altas de agricultura, pesca e oceanografia foram instaladas em áreas rurais e cidades portuárias para combater a escassez de mão de obra devido à expansão urbana. As escolas secundárias agrícolas concentram-se na agricultura científica e são projetadas para formar especialistas qualificados em agricultura, enquanto as escolas secundárias de pesca e oceanografia utilizam recursos marítimos para se concentrar na tecnologia de navegação. Desde a década de 1980, as escolas altas profissionais oferecem treinamento em vários campos para criar uma força de trabalho que possa se ajustar às mudanças na indústria e na sociedade sul-coreanas. Devido às necessidades de mão de obra nas indústrias pesadas e químicas na década de 1970, a necessidade de educação profissional era crucial. Na década de 1980, devido às grandes mudanças tecnológicas, o objetivo da educação profissional mudou para criar uma oferta de técnicos bem formados. Quando os alunos se formam no ensino alto profissional, eles recebem um diploma do ensino alto profissional e podem optar por ingressar no mercado de trabalho ou prosseguir para o ensino superior. Muitos formandos do ensino médio profissional passam a frequentar faculdades júnior para continuar sua educação.
À medida que o diploma universitário cresceu em proeminência para os empregadores durante as décadas de 1970 e 1980, a mudança em direção a uma economia mais baseada no conhecimento, em vez de industrial, resultou na desvalorização da educação profissional em favor da universidade, quando vista por muitos jovens sul-coreanos e seus pais. Nas décadas de 1970 e 1980, a educação profissional na Coreia do Sul era menos do que socialmente aceitável, mas também um caminho para obter uma carreira estável com uma renda decente e uma oportunidade de elevar o status socioeconômico. Mesmo com os muitos atributos positivos da educação profissional, muitos graduados profissionais foram desprezados e estigmatizados por seus gerentes com formação universitária, apesar da importância de suas habilidades para o desenvolvimento econômico.
Com a alta taxa de ingresso nas universidades na Coreia do Sul, a percepção da educação profissional ainda permanece em dúvida na mente de muitos sul-coreanos. Em 2013, apenas 18% dos alunos estavam matriculados em programas de educação profissional. A queda no número de matrículas continua, em grande parte devido ao prestígio percebido de frequentar a universidade. Além disso, apenas famílias ricas podem pagar as aulas de reforço que muitos consideram necessárias para que os alunos passem no exame de admissão à faculdade, notoriamente difícil. O aluno com baixa pontuação no vestibular geralmente exclui a possibilidade de cursar a universidade. Com o preconceito generalizado contra a educação profissional, os alunos profissionais são rotulados como "de baixo desempenho", são vistos como carentes de uma formação educacional superior formal e muitas vezes são desprezados porque os empregos profissionais são conhecidos na Coreia como "sujos, degradantes e perigosos". Em resposta, o governo sul-coreano aumentou as admissões às universidades. Logo depois, a taxa de matrícula universitária foi de 68,2%, um aumento de 15% em relação a 2014. Para impulsionar a imagem positiva da educação e treinamento profissional, o governo sul-coreano tem colaborado com países como Alemanha, Suíça e Áustria para examinar as soluções inovadoras que estão sendo implementadas para melhorar a educação profissional, treinamento e opções de carreira para jovens sul-coreanos como alternativa ao caminho universitário tradicional. Muitas das culturas e economias mais desenvolvidas veem o viés negativo da Coreia do Sul em relação à educação profissional e às carreiras como retrógrado, muitas vezes brincando que a Coreia do Sul desenvolverá muitas grandes invenções, sem ninguém para construí-las e ninguém a serviço delas. As mesmas sociedades também percebem a obsessão da Coreia do Sul com a realização educacional individual e o prestígio percebido como um exemplo de uma das muitas deficiências do sistema educacional sul-coreano: a lógica e a experiência histórica ensinam que tal estreito foco em si mesmo deixa a sociedade coletiva a sofrer.
De acordo com uma pesquisa de 2012 do The McKinsey Global Institute, o valor vitalício dos ganhos aprimorados de um graduado da faculdade não justifica mais as despesas necessárias para obter o diploma. O relatório também destacou a necessidade de mais educação profissional para neutralizar o custo humano da pressão de desempenho e a alta taxa de desemprego entre os jovens com educação universitária do país. O governo, as escolas e a indústria sul-coreanas, com a ajuda do governo e da indústria suíços, estão agora redesenhando e modernizando o outrora forte setor de educação profissional do país com uma rede de escolas profissionais denominadas "Escolas Meister". O objetivo das escolas Meister é reduzir a escassez de ocupações profissionais no país, como mecânico de automóveis, encanadores, soldadores, caldeireiros, eletricistas, carpinteiros, operários, maquinistas e operadores de máquinas, já que muitas dessas vagas ficam vagas. As escolas Meister foram desenvolvidas para renovar o sistema de educação profissional da Coreia do Sul, a fim de prepará-los especificamente para preparar os jovens para trabalhar em profissões de alta qualificação, manufatura de alta qualificação e outros campos. As escolas são baseadas nas escolas Meister de estilo alemão, para ensinar os jovens a se tornarem mestres em um comércio especializado. As escolas Meister foram criadas para lidar com a alta taxa de desemprego juvenil do país, já que milhões de jovens sul-coreanos formados em universidades permanecem ociosos em vez de iniciar uma profissão, enquanto gerentes de pequenas e médias empresas reclamam da escassez do comércio especializado. Muitas das escolas Meister oferecem uma ampla gama de ofícios qualificados e disciplinas técnicas que oferecem quase garantia de emprego para graduados com um projeto de currículo apoiado pela indústria e se concentram no desenvolvimento de habilidades exigidas por vários ofícios. O governo da Coreia do Sul tomou iniciativas para melhorar a percepção da formação profissional e combater o estigma negativo associado ao trabalho manual qualificado e ao trabalho técnico. Além disso, os fluxos profissionais foram integrados aos acadêmicos para permitir uma transição contínua para a universidade, a fim de permitir um maior avanço se um jovem sul-coreano decidir buscar um diploma universitário. As escolas Meister oferecem treinamento baseado em aprendizagem que ocorre em escolas de ensino médio profissionais, comunidades e faculdades júnior. As escolas Meister também oferecem sistemas de apoio a empregos para alunos especializados do ensino médio. O governo sul-coreano estabeleceu uma filosofia de "Emprego Primeiro, Colégio Depois", em que, após a graduação, os alunos são incentivados a procurar emprego antes de fazer planos para a universidade. Com as mudanças nas demandas da força de trabalho da era da informação, as previsões globais mostram que, em 2030, a demanda por habilidades profissionais aumentará em contraste com a demanda decrescente por mão de obra não qualificada, em grande parte devido aos avanços tecnológicos.
A percepção negativa e a estigmatização da educação profissional continuam a ser um dos maiores desafios da Coreia do Sul. O governo está incentivando os alunos mais jovens a visitar e ver vários programas profissionais em primeira mão para mudar sua percepção. Aqueles em dúvida sobre a qualidade da educação profissional são incentivados a passar um tempo trabalhando na indústria durante as férias escolares, para que estejam atualizados sobre as práticas atuais da indústria. Os especialistas também incentivam os alunos e seus pais a repensar sua visão negativa das profissões profissionais, chamando a atenção para o Ocidente e outras nações altamente desenvolvidas, e as atividades profissionais insubstituíveis, fundamentais e vitais são altamente reconhecidas e honradas nessas economias de superpotência. As escolas Meister continuam a ser uma boa influência na mudança de opinião sobre a educação profissional, embora apenas 15.213 (5%) dos alunos do ensino médio estejam matriculados nas escolas Meister. Isso se deve à falta de demanda para admissão na escola Meister, apesar de uma taxa de emprego de 100% após a formatura. Em vez disso, os alunos das escolas Meister estão usando essas escolas como um caminho alternativo para a universidade. Se um aluno trabalhar na indústria por três anos após se formar na escola Meister, ele está isento do extremamente difícil exame de admissão. No entanto, a percepção da educação profissional está mudando e aumentando lentamente em popularidade à medida que os alunos participantes estão trabalhando em carreiras altamente técnicas e vitais e aprendendo habilidades reais que são altamente valorizadas no mercado atual, muitas vezes ganhando mais anualmente do que seus colegas com formação universitária. Os formandos das escolas profissionais e Meister têm sido inundados com ofertas de emprego em uma economia de outra forma lenta. A iniciativa das escolas Meister também ajudou jovens a conseguir empregos em conglomerados como a Samsung, em vez de candidatos que se formaram em universidades de elite. A Coreia do Sul também simplificou seu setor de pequenas e médias empresas ao longo dos moldes alemães para diminuir a dependência dos grandes conglomerados desde que começou a introduzir as escolas Meister em seu sistema educacional.
Apesar da alta taxa de desemprego do país durante a Grande Recessão, os formandos da escola Meister tiveram sucesso em navegar na força de trabalho, pois possuem conjuntos de habilidades relevantes e altamente procurados que estão em alta demanda e oferta minúscula na economia sul-coreana. Os formandos das escolas altas Meister têm tido sucesso no mercado de trabalho e são inundados com ofertas de carreiras com salário integral de empresas importantes. Aumentar o emprego para os jovens por meio da educação profissional de alta qualidade tornou-se uma das principais prioridades do governo, uma vez que o desemprego juvenil é quase três vezes superior à média. Os graduados de escolas de ensino médio profissionais têm conseguido navegar pelo mercado de trabalho altamente competitivo e lento da Coreia do Sul. Muitos graduados, tanto quantitativa quanto qualitativamente, encontraram mais oportunidades de emprego em vários setores da economia sul-coreana. Apesar das perspectivas de emprego promissoras e da boa remuneração oferecida pela educação profissional que rivaliza com a renda de muitos graduados universitários, as atitudes sociais negativas e o preconceito em relação aos comerciantes continuam, apesar da forte evidência da superioridade de curto e longo prazo de uma carreira em um comércio qualificado profissional. Muitos expressaram preocupação sobre a discriminação documentada contra graduados com formação profissional, uma tendência de longa data dos empregadores sul-coreanos. O estigma social negativo associado a carreiras profissionais e a não ter um diploma universitário também permanece profundamente enraizado na sociedade sul-coreana. Muitos sul-coreanos ainda têm a crença duradoura de que um diploma universitário de uma universidade de prestígio é o único caminho para uma carreira de sucesso, já que grande parte da sociedade sul-coreana ainda vê as escolas profissionais como institutos para alunos que não foram inteligentes o suficiente para entrar na universidade. Essas percepções negativas de negócios profissionais e graduados dificultam a plena participação e relevância da Coreia do Sul na economia mundial e na sociedade de várias maneiras: impactando negativamente e limitando a inovação e o desenvolvimento da Coreia do Sul, impedindo o design, construção e manutenção de infraestrutura vital e prejudicando a percepção da sociedade sul-coreana devido às suas visões contrárias ilógicas do valor social e pessoal de uma educação profissional, bem como sua adesão contínua a uma estrutura social de classe desatualizada. As habilidades adquiridas nas escolas profissionais proporcionam aos alunos muitas experiências e habilidades práticas. À medida que mais escolas profissionais se consolidam, mais jovens sul-coreanos estão se juntando a seus pares em todo o mundo para perceber que empregar seus interesses e habilidades em atividades educacionais supera em muito a importância dos nomes das escolas e dos cursos.

## Ensino superior
O ensino superior na Coreia do Sul é fornecido principalmente por universidades (universidades nacionais de pesquisa, universidades industriais, universidades de formação de professores, universidades virtuais e por correspondência, universidades cibernéticas, escolas de graduação, universidades abertas e universidades nacionais de educação) e faculdades (faculdades cibernéticas, faculdades técnicas e faculdades de pós-graduação) e várias outras instituições de pesquisa. O sistema de ensino superior sul-coreano segue o modelo dos Estados Unidos, com faculdades (ou seja, faculdades júnior e faculdades comunitárias) concedendo aprendizagens, licenças, citações, certificados, graus de associado ou diplomas, enquanto as universidades concedem diplomas de bacharelado, mestrado, profissional e doutorado.

### História
A história do ensino superior na Coreia do Sul tem suas raízes no século IV d.C., começando com a fundação da Daehak (Academia Nacional Confucionista) no reino Koguryo em 372. O ensino superior moderno tem suas raízes no final do século XIX, como escolas missionárias introduziria disciplinas ensinadas no mundo ocidental e escolas profissionais era crucial para o desenvolvimento de uma sociedade moderna. O desenvolvimento do ensino superior foi influenciado desde os tempos antigos. Durante a era do rei So-Su-Rim no reino Koguryo, Tae-Hak, a universidade nacional, ensinou o estudo do confucionismo, literatura e artes marciais. Em 551, Silla, que era um dos três reinos, incluindo Koguryo, fundou Guk-Hak e fundou a educação profissional que ensinava astronomia e medicina. O reino Koguryo continuou o programa de estudos de Silla. O Seong-gyun-gwan no período da Dinastia Joseon era um instituto de ensino superior do confucionismo e para funcionários do governo.
Hoje existem faculdades e universidades cujos cursos se estendem de 4 a 6 anos. Além disso, existem faculdades profissionais, universidades industriais, universidades abertas e universidades de tecnologia. Existem aulas diurnas e noturnas, aulas durante as férias e aulas de educação a distância. O número de instituições de ensino superior variou consistentemente de 419 em 2005 a 405 em 2008 e 411 em 2010.
As universidades privadas representam 87,3% do total das instituições de ensino superior. As universidades industriais representam 63,6% e as universidades profissionais, 93,8%. Esses são muito maiores do que a porcentagem de instituições públicas.

### Universidades
A universidade é a rota tradicional seguida pelos estudantes sul-coreanos, pois é de longe a forma de ensino superior de maior prestígio na Coreia do Sul. Em 2004, quase 90% dos formados no ensino médio geral conseguiram o ingresso na universidade. Em 2017, mais de 68,9 dos graduados do ensino médio sul-coreano avançaram para a universidade. A competição por vagas em universidades é feroz, já que muitos estudantes disputam as vagas mais cobiçadas nas universidades mais prestigiadas do país, muitas das quais são universidades de pesquisa nacionais importantes, oferecendo bacharelado, mestrado, profissional e doutorado. As três universidades mais reconhecidas na Coreia do Sul, conhecidas pela sigla em inglês "SKY", são a Universidade Nacional de Seul, a Universidade da Coreia e a Universidade Yonsei. Outras universidades bem conhecidas com reputação internacional na Coreia do Sul incluem a Universidade Pohang de Ciência e Tecnologia, a Universidade Sogang, a Universidade Sungkyunkwan e o Instituto de Ciência e Tecnologia Avancada da Coreia.
Ao contrário do uso de médias de notas e porcentagens usadas em países como os Estados Unidos e Canadá como um parâmetro de elegibilidade, o ingresso nas universidades sul-coreanas é baseado em grande parte nas pontuações que os alunos alcançaram no exame de admissão, o que representa 60% dos critérios de admissão, enquanto os restantes 40% dependem das notas dos históricos do ensino alto. Além das pontuações do exame, as universidades também levam em consideração a experiência de voluntariado, atividades extracurriculares, cartas de recomendação, prêmios escolares e portfólios ao avaliar um candidato em potencial.

#### Bacharelados
Os cursos de bacharelado na Coreia do Sul são oferecidos por faculdades ou universidades de quatro anos, universidades industriais, universidades nacionais de educação, a Universidade Aberta Nacional da Coreia, faculdades técnicas e ciber-universidades. Os cursos de bacharelado normalmente levam quatro anos para serem concluídos, enquanto alguns cursos relacionados à medicina, direito e odontologia podem levar até seis anos. Os alunos normalmente se especializam em um ou dois campos de estudo, além de um menor. Um diploma de bacharel requer até 130 a 140 horas de crédito para ser concluído. Depois que todos os requisitos do curso são atendidos, o aluno recebe o diploma de bacharel ao se formar.

#### Mestrados
Os graus de mestrado são oferecidos por faculdades e universidades de quatro anos, instituições independentes afiliadas a uma faculdade ou universidade de quatro anos, universidades de educação ou a Universidade Aberta Nacional da Coreia. Para ser aceito em um programa de mestrado, o candidato deve possuir um diploma de bacharel com GPA de 3,0 (B) ou superior de uma instituição reconhecida, enviar duas cartas de recomendação de professores e um histórico de graduação mostrando seu GPA. Os exames de qualificação também devem ser feitos além da entrevista. Os programas de mestrado têm 24 horas de crédito de curso, além de uma tese que geralmente deve ser concluída em dois anos. Em um programa de mestrado, o aluno deve obter um GPA de 3,0 (B) ou superior, passar por um exame abrangente, bem como um exame de língua estrangeira, bem como concluir e defender uma tese de mestrado para se formar. Após a conclusão com sucesso de um programa de mestrado, o aluno recebe um diploma de mestre.

#### Doutorados
Para ser aceito em um programa de doutorado, o candidato deve possuir o título de mestre, ter formação em pesquisa relacionada à sua área de estudo, bem como recomendações de professores. Os programas de doutorado às vezes são administrados em conjunto com programas de mestrado, com o aluno precisando completar 60 horas de crédito em conjunto com o mestrado, com um GPA final de 3,0 (B) ou superior, que leva até quatro anos para ser concluído. Os alunos de doutorado também devem passar por um exame abrangente, dois exames de língua estrangeira, bem como concluir e defender uma tese de doutorado para se formar. Quando concluído com êxito, o aluno recebe o título de doutor.

### Profissional
Embora a sociedade sul-coreana dê muito mais ênfase à universidade do que à educação profissional, as escolas profissionais permanecem como outra opção para aqueles que optam por não seguir o caminho tradicional de ir à universidade. Atitudes sociais negativas e preconceito em relação a comerciantes, técnicos e graduados de escolas profissionais são fortes. Muitos deles são estigmatizados, tratados injustamente e ainda são desprezados devido ao estigma social negativo associado às carreiras profissionais e a falta de um diploma universitário continuar a permanecer profundamente enraizado na sociedade sul-coreana. A educação profissional é oferecida por universidades industriais, faculdades juniores, universidades abertas e instituições diversas.

#### Universidades industriais
As universidades industriais na Coreia do Sul também são conhecidas como politécnicas. Essas instituições foram estabelecidas em 1982 como uma rota alternativa ao ensino superior para pessoas que já estavam no mercado de trabalho. As universidades industriais oferecem diplomas e bacharelados.

#### Faculdades júnior
As faculdades júnior, também conhecidas como faculdades profissionais júnior, oferecem certificações profissionais em profissões ou carreiras técnicas e programas relacionados à artes liberais, educação infantil, economia doméstica, administração de empresas, tecnologia, engenharia, agricultura, pesca, radiação, patologia clínica, navegação, e enfermagem. A maioria dos programas leva de dois a três anos para serem concluídos. Muitas das predecessoras das faculdades juniores eram escolas de ensino alto profissionais estabelecidas na década de 1960. Os critérios de admissão a uma faculdade júnior são os mesmos de uma universidade de quatro anos, embora seja menos competitiva. 50% das cotas de admissão são reservadas para graduados de escolas secundárias profissionais ou candidatos com qualificações tecnológicas nacionais. Quando concluídos com êxito, os graduados juniores da faculdade recebem um diploma ou um grau de associado.
Os recém-formados podem optar por entrar no mercado de trabalho ou se transferir para uma universidade de quatro anos para continuar seus estudos.

#### Instituições diversas
Programas altamente especializados são oferecidos por instituições diversas que concedem diplomas de dois ou quatro anos de bacharelado.

## Educação em língua inglesa
A Coreia do Sul, considerada o país asiático mais difícil de se comunicar em inglês, tem uma extensa história de educação em inglês que remonta à Dinastia Joseon. Durante este tempo, os coreanos receberam educação em inglês em instituições públicas, onde os tradutores eram instruídos para a tradução do coreano em línguas estrangeiras. A Escola Pública de Línguas Estrangeiras, fundada em 1893, educava jovens do sexo masculino para realizar tarefas para modernizar a Coreia. Esta escola, ao contrário de instalações como Yuk Young Gong Won (1886), desconsiderou status sociais, recebendo mais alunos no instituto e introduzindo os primeiros instrutores de língua estrangeira coreanos no campo da educação de inglês.
O inglês também era ensinado durante a Dinastia Joseon em escolas missionárias, que foram estabelecidas para evangelizar a fé cristã entre os coreanos, embora essas escolas não equipassem seus alunos com as ferramentas necessárias para ler, escrever, compreender e falar a língua. O ensino do Método Direto era incomum, pois os instrutores muitas vezes não eram qualificados como professores de inglês e o livro didático se limitava à Bíblia. Durante o período do imperialismo japonês, os coreanos foram forçados a priorizar o aprendizado e a fala do japonês. O inglês era oferecido apenas como uma disciplina eletiva, embora os instrutores geralmente fossem japoneses, dificultando a pronúncia adequada do inglês. Após a libertação da península coreana e a derrota japonesa na Segunda Guerra Mundial em 1945, o primeiro currículo nacional foi estabelecido em 1955, lançando uma busca maior pela educação em inglês e fazendo com que o país falasse sua língua nativa.
A relevância da educação inglesa precoce e da globalização foram trazidas à atenção da Coreia do Sul durante os Jogos Asiáticos de 1986 e os Jogos Olímpicos de Seul de 1988, quando muitos perceberam o valor da língua inglesa. O inglês é ensinado como disciplina obrigatória do terceiro ano do ensino fundamental ao ensino médio, assim como na maioria das universidades, com o objetivo de obter um bom desempenho no TOEIC e no TOEFL, que são testes de leitura, compreensão e inglês baseados na gramática. Para os alunos que alcançam notas altas, também há uma avaliação oral. As universidades começaram a lecionar em inglês para ajudar a melhorar a competência e, embora poucos fossem competentes o suficiente para liderar uma classe, muitos professores do ensino fundamental também foram recomendados para ensinar em inglês.
Em 1994, o vestibular passou da prova de gramática para um método mais comunicativo. Os pais redirecionaram o foco da educação de inglês para se alinhar ao conteúdo do exame. Os programas de ensino de inglês se passaram a se concentrar em garantir a competência para um desempenho eficaz como um país em uma era de globalização, usando programas de idioma baseados em proficiência que permitem que os alunos aprendam de acordo com suas próprias habilidades e interesses e levam os coreanos a se concentrarem mais na proficiência oral. Com o novo enfoque colocado na experiência oral, tem existido um "desejo intenso de falar inglês como um nativo", pressionando os pais a tomarem medidas para garantir a melhor educação em inglês.
Devido ao grande tamanho das turmas e outros fatores nas escolas públicas, muitos pais pagam para aulas para seus filhos em cursos particulares de inglês à tarde ou à noite. As famílias investem porções significativas da renda familiar na educação dos filhos, incluindo acampamentos de inglês e treinamento de idiomas no exterior. Normalmente, diferentes escolas particulares de inglês se especializam no ensino de alunos do ensino fundamental ou do ensino fundamental e médio. Os pais mais ambiciosos enviam seus filhos para creches que utilizam o inglês exclusivamente na sala de aula. Muitas crianças também vivem no exterior por alguns meses a vários anos para aprender inglês. Às vezes, uma mãe coreana e seus filhos se mudam para um país de língua inglesa por um longo período de tempo para aprimorar a habilidade dos filhos em inglês. Nesses casos, o pai que saiu do país é conhecido como gireogi appa (기러기 아빠), literalmente um "pai ganso" que deve migrar para ver sua família.
Existem mais de 100.000 estudantes coreanos nos Estados Unidos. O aumento de 10% a cada ano ajudou a Coreia a permanecer o principal país de envio de estudantes nos Estados Unidos pelo segundo ano, à frente da Índia e China. Os coreanos são o 3º maior número de estudantes da Universidade Harvard, atrás dos canadenses e chineses. Em 2012, 154.000 estudantes sul-coreanos buscavam graduações em universidades no exterior, com países como Japão, Canadá, Estados Unidos e Austrália como principais destinos. As aulas de inglês na Coreia do Sul se concentram em vocabulário, gramática e leitura. As academias tendem a incluir conversação e algumas oferecem debates e apresentações.
Devido às recentes mudanças curriculares, o sistema educacional coreano agora dá maior ênfase às habilidades verbais em inglês, em vez das habilidades gramaticais. Com a influência do governo, o ensino de inglês começou a se concentrar na competência comunicativa dos alunos coreanos, enfatizando a fluência e a compreensão por meio de materiais auditivos. As universidades exigem que todos os alunos do primeiro ano tenham aulas de conversação em inglês no primeiro ano e algumas universidades exigem que os alunos tenham aulas de conversação em inglês durante toda a sua vida universitária.[carece de fontes?] De acordo com uma pesquisa de 2003 conduzida pela Consultoria de Risco Político e Econômico (Political and Economic Risk Consultancy) com sede em Hong Kong, apesar de ser um dos países da Ásia que gastou mais dinheiro com educação em inglês, a Coreia do Sul ficou na pior posição entre 12 países asiáticos em habilidades na língua inglesa. No entanto, em 2020, a Coreia do Sul melhorou significativamente seu conhecimento e proficiência em inglês, ocupando a 6ª posição entre 25 países da Ásia, segundo a Education First.
O estudo de linguística, literatura, composição/retórica ou pedagogia em inglês, é incomum, exceto em programas de nível superior ou de pós-graduação na Coreia do Sul. Como resultado, apesar dos esforços para recrutar professores estrangeiros em universidades coreanas, as oportunidades de estabilidade são menores e os privilégios de professor e os salários são menores do que para estrangeiros contratados para ministrar cursos disciplinares importantes em inglês (instrução baseada no conteúdo). No geral, mais falantes nativos de inglês estão sendo contratados como educadores na Coreia do Sul para melhorar o processo de educação de inglês. Os coreanos passaram a acreditar que falantes nativos de inglês são os melhores professores do idioma e ser proficiente em língua inglesa dá a seus filhos uma vantagem sobre os outros e é um "investimento educacional que promete resultados positivos".

## Críticas

### Impacto sobre a saúde dos estudantes
A escassez de recursos naturais da Coreia do Sul é frequentemente citada como uma razão para o rigor e a competição feroz de seus sistemas escolares; a pressão acadêmica sobre seus alunos é indiscutivelmente a maior do mundo. Embora a educação sul-coreana esteja consistentemente próxima do topo nas avaliações acadêmicas internacionais como o PISA, o país também tem os maiores níveis de estresse entre jovens entre 11 e 15, em comparação com qualquer outro país industrializado do mundo, segundo a OCDE. O enorme estresse e pressão sobre seus alunos também tem sido responsabilizado pelas altas taxas de suicídio na Coreia do Sul entre aqueles com idade entre 10 e 19 anos.
Em um artigo intitulado "Um assalto às nossas crianças", publicado no jornal The New York Times, Se-Woong Koo escreve que "o lado negro do sistema lança uma longa sombra. Dominada por mães tigres, cursinhos e professores altamente autoritários, a educação sul-coreana produz grupos de alunos superdotados que pagam um preço alto em saúde e felicidade. Todo o programa resulta em abuso infantil. Deve ser reformado e reestruturado sem demora". Em resposta ao artigo, a educadora Diane Ravitch alertou contra a modelagem de um sistema educacional em que as crianças "existam para glorificar a família ou para construir a economia nacional". Ela argumentou ainda que a felicidade das crianças sul-coreanas foi sacrificada e comparou os estudantes do país a "engrenagens de uma máquina econômica nacional".

### Elitismo acadêmico
O sistema político sul-coreano possui um forte elitismo acadêmico. A política conservadora Jeon Yeo-ok se opôs abertamente ao ex-presidente Roh Moo-hyun, que não se formou em uma instituição de nível superior, mas passou nos exames judiciais estatais para advocacia.